# Dmytriwka (rejon synelnykowski)
Dmytriwka (ukr. Дмитрівка) – wieś na Ukrainie, w obwodzie dniepropetrowskim, w rejonie synelnykowskim, w hromadzie Mykołajiwka. W 2001 liczyła 3772 mieszkańców, spośród których 3585 wskazało jako ojczysty język ukraiński, 169 rosyjski, 1 bułgarski, 1 białoruski, 9 ormiański, a 7 inny.